# Resoluciones de la ONU sobre el conflicto árabe-israelí
Son numerosas las resoluciones de Naciones Unidas que afectan al conflicto árabe-israelí, emitidas tanto por el Consejo de Seguridad como por la Asamblea General. Las resoluciones de la Asamblea son no vinculantes; las resoluciones del Consejo de Seguridad se han dictado en virtud del Capítulo VI de la Carta de las Naciones Unidas, siendo el Capítulo VII prácticamente el único que permite la adopción de resoluciones vinculantes, en interpretación literal de la Carta. Sin embargo, la Corte Internacional de Justicia, en una opinión consultiva no vinculante (pero que, como todas las resoluciones de la CIJ, es jurisprudencia internacional) acerca de Namibia, de 21 de junio de 1971, interpretó que, conforme a los artículos 24,2 y 25 de la Carta, el Consejo de Seguridad tiene poderes generales, por lo que este puede adoptar decisiones obligatorias al margen del Capítulo VII (véanse párrafos 108 y ss. de la opinión, especialmente el 113). Sin embargo, muchos expertos legales y diferentes personas y organismos, interpretando literalmente la Carta, tienen la opinión, de nulo valor jurídico, de que estas resoluciones del Consejo de Seguridad, al adoptarse al margen del Capítulo VII, no tienen carácter vinculante.

## Resolución 181
La resolución 181 de la Asamblea General de Naciones Unidas, votada el 29 de noviembre de 1947, establece la partición de Palestina en un Estado judío, un Estado árabe y una zona bajo régimen internacional particular. 14.000 km², con 558.000 judíos y 405.000 árabes para el Estado judío, 11.500 km², con 804.000 árabes y 10.000 judíos para el Estado árabe, 106.000 árabes y 100.000 judíos para la zona bajo control internacional que comprende los Santos Lugares, Jerusalén y Belén. Entre los dos estados se debe establecer una unión económica, aduanera y monetaria. Aprobada por 33 votos (incluidos los Estados Unidos y la URSS), frente a 13 votos en contra y 10 abstenciones (incluido Gran Bretaña que espera tras la resolución de los problemas mantener su influencia), esta resolución fue rechazada por los árabes y criticada por los sionistas, que a pesar de todo se adhirieron a ella. La resolución jamás será aplicada y seis meses después de su aprobación, el 15 de mayo de 1948, el mismo día en que finalizó el mandato Británico de Palestina fue proclamado el Estado de Israel. Dos días después, los países árabes le declaran la guerra al Estado de Israel, convirtiéndose en la primera guerra árabe-israelí.

## Resolución 194
La resolución 194 fue adoptada el 11 de diciembre de 1948 por la Asamblea General de Naciones Unidas. La Asamblea decidió, a consecuencia de la expulsión forzada de centenares de miles de árabes: "que hay lugar para permitir a los refugiados que lo deseen regresar a sus hogares lo más pronto posible y vivir en paz con sus vecinos, y que se deben pagar indemnizaciones a título de compensación por los bienes de aquellos que decidan no regresar a sus hogares y por todos los bienes que hayan sido perdidos o dañado, en virtud de los principios del derecho internacional o en equidad, esta pérdida o este daño debe ser reparado por los gobiernos o autoridades responsables".

## Resolución 242
Adoptada por unanimidad en el Consejo de Seguridad el 22 de noviembre de 1967, seis meses después de la guerra de los seis días, la resolución “exige la instauración de una paz justa y perdurable en Oriente Medio”, que pasa por “la retirada del ejército israelí de  territorios ocupados durante el reciente conflicto” y el “respeto y reconocimiento de la soberanía y la integridad territorial y la independencia política de cada Estado de la región, y su derecho a vivir en paz en el interior de fronteras reconocidas y seguras, al abrigo de amenazas y actos de fuerza”. Esta resolución, permanece en todas las negociaciones posteriores, sentando las bases de la paz en el Oriente Medio: la evacuación de Israel de territorios ocupados[cita requerida] y el reconocimiento por los Estados árabes del derecho de Israel a la paz dentro de unas fronteras estables.[cita requerida]

## Resolución 337
En agosto de 1973, dos cazabombarderos israelíes interceptaron un avión comercial libanés en el propio espacio aéreo libanés y le obligaron a aterrizar en territorio israelí. El Consejo de Seguridad de las Naciones Unidas consideró por unanimidad que estas acciones suponían una violación de los acuerdos de armisticio de 1949, de la resolución de alto el fuego del Consejo de Seguridad de 1967, de lo estipulado en la Carta de las Naciones Unidas, de las convenciones internacionales sobre aviación civil y de los principios más básicos de la moralidad y del derecho internacional.

## Resolución 338
Adoptada por el Consejo de Seguridad el 22 de octubre de 1973, durante la guerra del Yom Kippur, la resolución confirma la validez de la resolución 242 y recomienda el alto al fuego y el inicio de las negociaciones en vista de “instaurar una paz justa y duradera en el Oriente Medio”.

## Resolución 3236
Adoptada por la Asamblea General de la ONU el 22 de noviembre de 1974, reconoce "el derecho inalienable de los palestinos a regresar a sus hogares y recuperar sus bienes desde donde quiera que se encuentren desplazados y desarraigados y pide su retorno",así como el derecho a la autodeterminación del pueblo palestino.

## Resolución 3379
En 1975, en plena Guerra Fría, la Asamblea General de la ONU adoptó, por impulso de los países árabes, y con el apoyo del bloque soviético y del no alineado, la resolución 3379, de carácter declarativo y no vinculante, que asociaba al sionismo con el racismo y con el apartheid sudafricano en particular (“la paz y la cooperación internacionales exigen el logro de la liberación nacional y la independencia, la eliminación del colonialismo y del neocolonialismo, de la ocupación extranjera, del sionismo, del apartheid y de la discriminación racial en todas sus formas, así como el reconocimiento de la dignidad de los pueblos y su derecho a la libre determinación”), llamándola a su eliminación, entendiéndola como una forma de discriminación racial. (72 votos a favor, 35 en contra y 32 abstenciones). El entonces embajador israelí y futuro Presidente de Israel, Jaim Herzog, rompió el documento en pedazos delante de la Asamblea. En 1991 Israel puso la anulación de la resolución 3379 como condición para su participación en la Conferencia de Madrid, lo que llevó a que fuera derogada al aprobarse la resolución 4686 (111 a favor, 25 en contra y 11 abstenciones)del 16 de diciembre de 1991, una de las más cortas de la historia de la Asamblea General de las Naciones Unidas.

## Resolución 446
Adoptada por el Consejo de Seguridad el 22 de marzo de 1979, esta resolución declara que la creación de asentamientos por parte de Israel en los territorios árabes ocupados desde 1967 no tiene validez legal y constituye un serio obstáculo para el logro de una paz completa, justa y duradera en el Oriente Medio. Además, exhorta a Israel para que, como potencia ocupante, respete escrupulosamente los Convenios de Ginebra relativos a la protección de personas civiles en tiempo de guerra, rescinda sus medidas anteriores y "desista de adoptar medida alguna que ocasione el cambio del estatuto jurídico y la naturaleza geográfica y que afecte apreciablemente la composición demográfica de los territorios árabes ocupados desde 1967, incluso Jerusalén, y, en particular, que no traslade partes de su propia población civil a los territorios árabes ocupados".
La resolución 446 fue adoptada bajo el Capítulo VII de la Carta de las Naciones Unidas, lo que supone que tiene carácter vinculante para Israel como país signatario de dicha Carta, y afirma "que el Convenio de Ginebra relativo a la protección de personas civiles en tiempos de guerra, de 12 de agosto de 1949, es aplicable a los territorios árabes ocupados por Israel desde 1967, incluso Jerusalén", lo cual supone la prohibición inequívoca de los asentamientos israelíes en los territorios ocupados, dado que el artículo 49 de dicha Convención establece que "la Potencia ocupante no podrá efectuar la evacuación o el traslado de una parte de la propia población civil al territorio por ella ocupado".

## Resolución 478
Fue adoptada, con la única abstención de los Estados Unidos, por el Consejo de Seguridad el 20 de agosto de 1980, tras la aprobación de la Ley de Jerusalén por el Parlamento israelí el 30 de julio de 1980, que proclamó a la ciudad de Jerusalén, "entera y unificada", como capital de Israel. La resolución "censura en los términos más enérgicos" la Ley de Jerusalén y afirma que esta ley es una violación del derecho internacional y no afecta a la continua aplicabilidad en Jerusalén del Convenio de Ginebra relativo a la protección de personas civiles en tiempo de guerra. Además, determina que la Ley de Jerusalén y todas las demás medidas y actos legislativos y administrativos adoptados por Israel, la potencia ocupante, que han alterado o pretendan alterar el carácter y el estatuto de Jerusalén "son nulos y carentes de valor y deben dejarse sin efecto inmediatamente". La resolución "no reconoce" la Ley de Jerusalén y demás medidas de Israel y hace un llamamiento a todos los miembros de la ONU para que acaten esta decisión y para que retiren las representaciones diplomáticas que hayan establecido en Jerusalén. La resolución también afirma que la Ley de Jerusalén es un serio obstáculo para el logro de una paz completa, justa y duradera en el Oriente Medio.

## Resolución 497
Aprobada por unanimidad por el Consejo de Seguridad el 17 de diciembre de 1981, tras la anexión de facto de los Altos del Golán por Israel, la resolución 497 resuelve que "la decisión israelí de imponer sus leyes, su jurisdicción y su administración al territorio sirio ocupado de los Altos del Golán es nula y sin valor y no tiene efecto alguno desde el punto de vista del derecho internacional". Además, se exige que Israel revoque su decisión de inmediato.

## Resolución 672
Aprobada por unanimidad por el Consejo de Seguridad el 12 de octubre de 1990 tras los sucesos conocidos como revuelta de al-Aqsa o masacre de al-Aqsa, "expresa alarma ante la violencia ocurrida el 8 de octubre en Al-Haram Al-Sharif y en otros santos lugares de Jerusalén, que causó la muerte de más de 20 palestinos y heridas a más de ciento cincuenta personas, incluidos civiles palestinos y devotos inocentes", "Condena en particular los actos de violencia cometidos por las fuerzas de seguridad de Israel, que han dado por resultado lesiones y pérdidas de vidas humanas", "Exhorta a Israel, la Potencia ocupante, a que de cumplimiento escrupuloso a las obligaciones y responsabilidades que le incumben en virtud del Convenio de Ginebra relativo a la protección de personas civiles en tiempos de guerra, de 12 de agosto de 1949, que es aplicable a todos los territorios ocupados por Israel desde 1967", además de solicitar el envío de una comisión de investigación que averigüe los pormenores de lo sucedido.

## Resolución 673
La resolución 673 está estrechamente ligada a la inmediatamente anterior, 672, dado que deplora la negativa de Israel a permitir la entrada de la misión investigadora aprobada en la resolución previa e insta a Israel a reconsiderar su postura.

## Resolución 3236
Resolución de la Asamblea General de Naciones Unidas del 22 de noviembre de 1974 que reafirma el “derecho inalienable de los palestinos a regresar a sus hogares y recuperar sus bienes desde donde quiera que se encuentren desplazados y desarraigados y pide su retorno” y el derecho de la autodeterminación del pueblo palestino.

## Resolución 1322
La resolución del Consejo de Seguridad del 7 de octubre de 2000, aprobada por 14 votos a favor y 1 abstención (Estados Unidos) "condena los actos de violencia, particularmente el recurso al uso excesivo de la fuerza contra los palestinos, que han provocado heridos y la pérdida de vidas humanas" y "deplora el acto de provocación cometido el 28 de septiembre del 2000 en al-Haram al-Sharif de Jerusalén, del mismo modo la violencia que ha tenido lugar a continuación tanto aquí como en otros Santos Lugares".

## Resolución 1515
La resolución 1515 del Consejo de Seguridad de las Naciones Unidas, adoptada por unanimidad el 19 de noviembre de 2003, recordaba la validez de todas las resoluciones anteriores en cuanto a la situación de Oriente Medio y, en especial, de las resoluciones 242 (1967), 338 (1973) y 1397 (2002), así como de los Acuerdos de Oslo. Además, el Consejo de Seguridad dio su aprobación a la Hoja de Ruta para la Paz propuesta por el Cuarteto de Madrid en un intento de resolver el conflicto palestino-israelí. La resolución, propuesta por Rusia, concebía un Estado palestino para comienzos de 2005 a cambio para garantías de seguridad para Israel.

## Resolución 1559
La Resolución 1559 fue adoptada por el Consejo de Seguridad el 2 de septiembre de 2004. Hace un «llamamiento para que se respete estrictamente en todo el Líbano la soberanía, la integridad territorial, la unidad y la independencia política del Líbano bajo la autoridad única y exclusiva del Gobierno del Líbano». Para ello, pide que todas las fuerzas extranjeras restantes se retiren del Líbano (en ese momento, Siria ocupaba militarmente el Líbano, por lo que criticó la resolución ) y exhorta a que «se disuelvan y desarmen todas las milicias libanesas y no libanesas». En 2006, la resolución sigue sin ser cumplida, dado que la milicia chií proiraní Hezbolá no se ha disuelto y sigue controlando militarmente buena parte del sur del Líbano.

## Resolución 67/19
La resolución 67/19 de la Asamblea General de las Naciones Unidas acordó la admisión de Palestina como Estado observador no miembro de la Organización. Sin perjuicio de los derechos ya adquiridos por la Organización para la Liberación de Palestina (OLP), el estatus de Palestina en las Naciones Unidas pasó de ser entidad no miembro de la Organización a Estado no miembro, semejante a la situación de la Santa Sede. La resolución fue aprobada el 29 de noviembre de 2012 en la 67.ª sesión de la Asamblea General, coincidiendo con el Día Internacional de Solidaridad con el Pueblo Palestino. La resolución fue aprobada por una amplia mayoría de la Asamblea, aunque contó con el rechazo frontal de Israel.

## Resolución 2334
La Resolución 2334 fue adoptada por el Consejo de Seguridad el 23 de diciembre de 2016, la cual se pronunció reafirmando «que el establecimiento de asentamientos por parte de Israel en el territorio palestino ocupado desde 1967, incluida Jerusalén Oriental, no tiene validez legal» y «expresando grave preocupación por el hecho de que la continuación de las actividades de asentamiento israelíes están poniendo en peligro la viabilidad de la solución biestatal basada en las fronteras de 1967».

## Resolución ES‑10/L.22
La Resolución ES‑10/L.22 de la Asamblea General de las Naciones Unidas es una resolución de sesión de emergencia declarando el estatus de Jerusalén como capital de Israel como "nulo y sin valor". La resolución fue adoptada por la 37.ª reunión plenaria de la décima sesión especial de emergencia de la Asamblea General de las Naciones Unidas durante el 72.º período de sesiones de la Asamblea General el 21 de diciembre de 2017. El proyecto de resolución fue redactado por Yemen y Turquía. Aunque fuertemente impugnado por los Estados Unidos, fue aprobada por 128 votos a favor, 9 votos en contra, 35 abstenciones y 21 ausentes.

## Resolución ES‑10/L.31
El 13 de setiembre de 2024 la Asamblea General de la ONU adoptó una resolución que exige a Israel "poner fin a su presencia ilegal en el Territorio Palestino Ocupado" y que lo haga a más tardar en 12 meses. La Asamblea también “exige que Israel cumpla sin demora todas sus obligaciones legales en virtud del derecho internacional, incluidas las estipuladas por la Corte Internacional de Justicia”, entre otras cosas:
- retirando todas sus fuerzas militares del Territorio Palestino Ocupado, incluidos su espacio aéreo y marítimo
- poniendo fin a sus políticas y prácticas ilegales, incluido el cese inmediato de toda nueva actividad de asentamiento, la evacuación de todos los colonos del Territorio Palestino Ocupado y el desmantelamiento de las partes del muro construido por Israel que están situadas en el Territorio, y derogando toda la legislación y las medidas que crean o mantienen la situación ilegal.

## Resolución ES‑10/L.33
El 11 de diciembre de 2024 se adoptó una resolución solicitando el alto el fuego inmediato en Gaza, la liberación de rehenes, brindar acceso a la población civil a los servicios básicos y la asistencia humanitaria indispensables para su supervivencia, al tiempo que rechaza cualquier intento de hacer padecer hambre a los palestinos.